# Triste, solitario y final
Triste, solitario y final es la primera novela del escritor y periodista argentino Osvaldo Soriano. Fue publicada por Editorial Corregidor el 22 de junio de 1973.[cita requerida]
El protagonista es un alter ego del autor que está escribiendo sobre Laurel y Hardy en Hollywood. Ahí entra en contacto con Philip Marlowe, un personaje ficticio creado por Raymond Chandler que apareció en novelas como El sueño eterno y El largo adiós.
Otras personalidades que también aparecen en la novela son Stan Laurel, John Wayne o Charlie Chaplin.